# Martin Günther
Martin Günther (8 oktober 1986) is een Duitse hoog- en verspringer. 

## Loopbaan
Günther kreeg internationale bekendheid, toen hij in 2003 het hoogspringen won op de WK voor B-junioren in het Canadese Sherbrooke.
Bij de wereldindoorkampioenschappen in 2010 eindigde hij als achtste met een sprong van 2,24 m. 
Zijn persoonlijke record is 2,30 bij het hoogspringen en 7,44 bij het verspringen. Op dit laatste onderdeel heeft hij nooit echt naam gemaakt; hij koos voor het hoogspringen.

## Titels
- Wereldkampioen U18 hoogspringen - 2003
- Duits kampioen hoogspringen - 2014
- Duits indoorkampioen hoogspringen - 2014

## Persoonlijke records

### Outdoor
| Onderdeel    | Prestatie          | Datum         | Plaats    |
| ------------ | ------------------ | ------------- | --------- |
| hoogspringen | 2,25 m             | 27 juli 2014  | Ulm       |
| verspringen  | 7,44 m (+ 0,0 m/s) | 28 april 2012 | Friedberg |

### Indoor
| Onderdeel    | Prestatie | Datum            | Plaats         |
| ------------ | --------- | ---------------- | -------------- |
| hoogspringen | 2,30 m    | 28 februari 2010 | Karlsruhe      |
| verspringen  | 7,22 m    | 21 januari 2008  | Stadtallendorf |

## Palmares
- 2003:  WK U18 - 2,11 m
- 2010: 8e WK indoor - 2,24 m